# Пятнистая малакоптила
Пятнистая малакоптила (лат. Bucco tamatia) — вид птиц из семейства пуховковых. Выделяют три подвида.

## Подвиды и распространение
Распространены в Южной Америке. Выделяют три подвида:
- B. t. pulmentum Sclater, 1856 – от юга Колумбии до северо-востока Боливии
- B. t. tamatia Gmelin, 1788 – восток Колумбии, Венесуэла, Гайана и север Бразилии
- B. t. hypnaleus (Cabanis & Heine, 1863) – центр восточной Бразилии

## Описание
Длина тела 18—18,5 см. Масса 33—42 г. Имеется расплывчатая рыжая полоса у основания клюва выше и позади глаза. Она сменяется нечёткими рыжеватыми пятнами на тёмно-коричневой макушке. Слабо выраженная черноватая линия идет от основания клюва через и под глазом до верхних кроющих ушей, окаймленная снизу белой полосой, соединяющейся с узкой белой затылочной полосой. Треугольное чёрное пятно ниже белой щеки, беловатый подбородок с длинными, жесткими, загнутыми вверх белыми щетинками. Рыжеватая окраска горла, верхней части груди и по бокам шеи. Верхняя сторона тела тёмно-коричневая, как и макушка, с охристыми гребешками на нижней части спины, и особенно на надхвостье. Маховые перья тёмно-коричневые, вторичное оперение охристое; хвост градуирован на четверть длины, тёмно-коричневый с охристыми краями. Беловатая грудь на боках снизу с пятнами и чешуйками чёрного цвета, отметины уменьшаются в размере и количестве на боках. Центр брюха и подхвостье белые с небольшими чёрными пятнами; охристые подкрылья и основания маховых перьев. Клюв весь чёрный; радужная оболочка ярко-красная, обнаженные участки кожи у глаз тёмно-серые; ноги тёмно-серые или зеленоватые.

## Биология
В рацион входят гусеницы, ящерицы, пауки, скорпионы, мухи, жуки, цикады, стрекозы, кузнечики, термиты, пчёлы, а также ягоды омелы.
В кладке два яйца.